# Godkänd pirat
Godkänd pirat är ett livealbum från 1981 av Magnus Uggla. Albumet spelades in under Magnus Ugglas konsertturné i december 1980 och släpptes för att stävja distributionen av bootleginspelningar från Ugglas konserter. Albumet placerade sig som högst på åttonde plats på den svenska albumlistan.
Originalutgåvan på två vinylskivor hade den egenheten att de tre första sidorna gick i 33¹/₃ varvs hastighet och innehöll liveinspelningen, medan den sista sidan gick i 45 varvs hastighet och innehöll en nyinspelning av låten "Sommartid", ursprungligen från skivan Livets teater. Detta gjorde utgåvan något svår att definiera, i och med att det inte var en full dubbel-LP.
Nyinspelningen av "Sommartid" berodde på att det inte fanns någon tillräckligt bra inspelning av "Sommartid" från turnén 1980. Den nya versionen spelades in i studio och släpptes också på singel, som fick större framgångar på singellistan än originalet från 1976.

## Låtlista
Låtar där inget annat anges är skrivna av Magnus Uggla.
Sida 1:
1. "Mitt liv" (4.43)
2. "Du ska va gla" (3.11)
3. "Jag vill inte tillbaks" (4.10)
4. "Trendigt" (3.32)
5. "Någon som dej (Någon som du är)" (3.55)

Sida 2:
1. "Jag vill inte gå hit" (3.09)
2. "Varit kär" (3.24)
3. "Centrumhets" (Nick Gilder, James McCull, Magnus Uggla) (4.30)
4. "Varning på stan" (4.11)

Sida 3:
1. "Panik (Uppfostringsmaskinen)" (4.41)
2. "Skandal-bjotis" (7.10)
3. Rockmedley: (9.05)
  1. "Vittring"
  2. "Rebel Rebel" (David Bowie)
  3. "Born to be Wild" (Dennis Edmonton)
  4. "Sheena is a Punk Rocker"  (Joey Ramone)
  5. "Vittring"

Sida 4:
1. "Sommartid" (5.01)

## Medverkande
- Magnus Uggla - Sång
- Mats Ahlsberg - Bas
- Anders Eljas - Keyboard, kör
- Lars Jonsson - Gitarr, kör
- Anders Nordh - Gitarr, kör
- Magnus Persson - Trummor

"Sommartid":
- Magnus Uggla - Sång
- Anders Eljas - Prophet 5, Arp Odyssey
- Lars Jonsson - Gitarr
- Magnus Persson - Roland rytmbox (specialprogrammerad), xylofon, tempelblock

## Listplaceringar
| Lista (1981) | Position |
| ------------ | -------- |
| Sverige      | 8        |